# Michele och Jennifer Steffin
Michele och Jennifer Steffin, födda 23 mars 1981 i West Covina i Kalifornien, är amerikanska tvillingar och barnskådespelare, mest kända för att ha spelat Rose Wilder i TV-serien Lilla huset på prärien. 
Rose Wilder i TV-serien var en figur som alltså spelades av två personer, vilket är vanligt när det gäller roller som spelas av yngre barn. De delade på denna roll och det framgår aldrig heller i TV-serien vilken av systrarna som syns för ögonblicket.